# دهستان درح
بخش دُرُح، بخشی از بخش مرکزی شهرستان سربیشه واقع در استان خراسان جنوبی است. جمعیت این بخش، بر اساس سرشماری سال ۱۳۸۵، بالغ بر ۹۶۵۰ نفر می‌باشد. جاذبه‌های گردشگری مزار شاه شیخ ابواسحاق شیرازی و قلعه کهن ۵۰۰ ساله کوه گروک